# 강적
"강적"(Les Formidables)은 2006년 6월 개봉한 대한민국의 영화이다. 조민호 감독의 작품으로 박중훈, 천정명, 유인영, 최창민 등이 출연했다. 두 남자의 48시간 동안의 이야기를 그린 액션, 드라마 영화이다.

## 제작진
- 감독: 조민호
- 각본: 조민호, 손정우
- 촬영: 최영환

## 캐스팅

### 주요 인물
- 박중훈 ... 하성우
- 천정명 ... 이수현

### 주변 인물
- 유인영 ... 한미래
- 최창민 ... 한재필
- 최명수 ... 박봉출
- 김성태 ... 마 형사
- 황석정 ... 황 형사
- 조진웅 ... 신 형사
- 김학선 ... 최 형사
- 오순택 ... 황종채
- 문정희 ... 가수
- 김준배 ... 깅철민
- 민복기 ... 도 사장
- 조연호 ... 성동훈